# Barzanò
Barzanò é uma comuna italiana da região da Lombardia, província de Lecco, com cerca de 4.871 habitantes. Estende-se por uma área de 3,58 km², tendo uma densidade populacional de 1361 hab/km². Faz fronteira com Barzago, Cassago Brianza, Cremella, Monticello Brianza, Sirtori, Viganò.

## Demografia
| Variação demográfica do município entre 1861 e 2011                               |
|                                                                                   |
| Fonte: Istituto Nazionale di Statistica (ISTAT) - Elaboração gráfica da Wikipedia |